# Парфяне

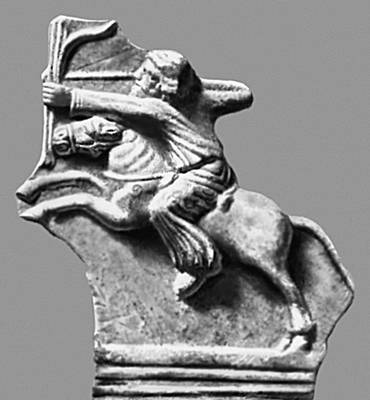
Парфянский терракотовый рельеф из Месопотамии с изображением конного лучника (первые века нашей эры)

Парфя́не (ед. ч. Pahlavan; мн. ч. Pahlavanig «из парфян») — античный ираноязычный народ. Существует мнение, что парфяне произошли от скифских изгнанников. Согласно древнеримскому историку II-III вв. Марку Юниану Юстину, царство парфян было основано скифами.  

## Этноним
Происхождение этнонима парфян неотделимо от подобных названий других индоиранских племён: Паршу в Ригведе (ведич. parśu-), персы, пуштуны — от индоиран. *parśṷ(a)- букв. «бокастый», то есть «крепкого телосложения», «богатырь»: Pahlav > Paθrav > Parθava > *parśavā > *parśṷ(a)-. Производное от этого названия закономерно отражается в совр. перс. پهلوان‎ [pæhlævɒːn] «богатырь» (< др.-перс. *parθavāna- < древнеиран. *parśavāna-). При этом др.-перс. pārsa- — этноним персов и название Персии — представляет собой вриддхи-форму от этого этнонима (*pārśṷa «относящийся к богатырскому племени»). 

## Этногенез

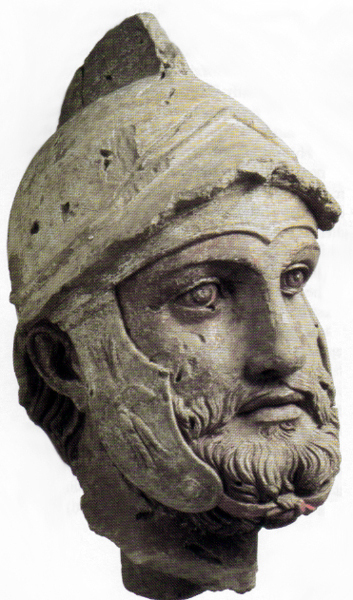
Парфянский воин из Нисы, II век до н.э.

В античную эпоху в степях Средней Азии обитали кочевые племена массагетов (саки в древнеиранских источниках) — вероятно, скифского происхождения. Примерно в III веке до н. э. несколько из этих племён объединились в племенной союз и стали известны как дахи. 
Среди западных дахов главенство завоевало племя парнов, из которого произошли будущие вожди и основатели Парфии: Аршак и Тиридат. Объединив под своей властью племена во главе с Аршаком, дахи вторглись в область, называемую в древнеперсидских источниках Апартик; её население составляли к тому времени давно перешедшие к оседлости и оазисному земледелию западно-иранские народы. 
Устоявшееся мнение о том, что завоеватели слились с местным населением, именуемым парфянами, не соответствует действительности. В источниках допарфянской эпохи отсутствовал термин парфяне. Название парфяне было дано им, вероятно, греками, по названию области Парфия, завоеванной племенами парнов. Сами себя «парфяне» называли словом Pahlavan (скорее всего, самоназвание главенствующего племени парнов).

## Язык
Язык племени парнов, изгнавших греко-македонских завоевателей, захвативших власть в Иране и основавших Парфянское царство, относился к восточной группе иранских языков, как и языки кочевых иранских племён саков и массагетов. Покорив местные народы, они перешли на язык своих многочисленных подданных, говоривших на западно-иранских языках, на основе которых сложился парфянский язык, относящийся к северо-западной группе иранских языков.

## История

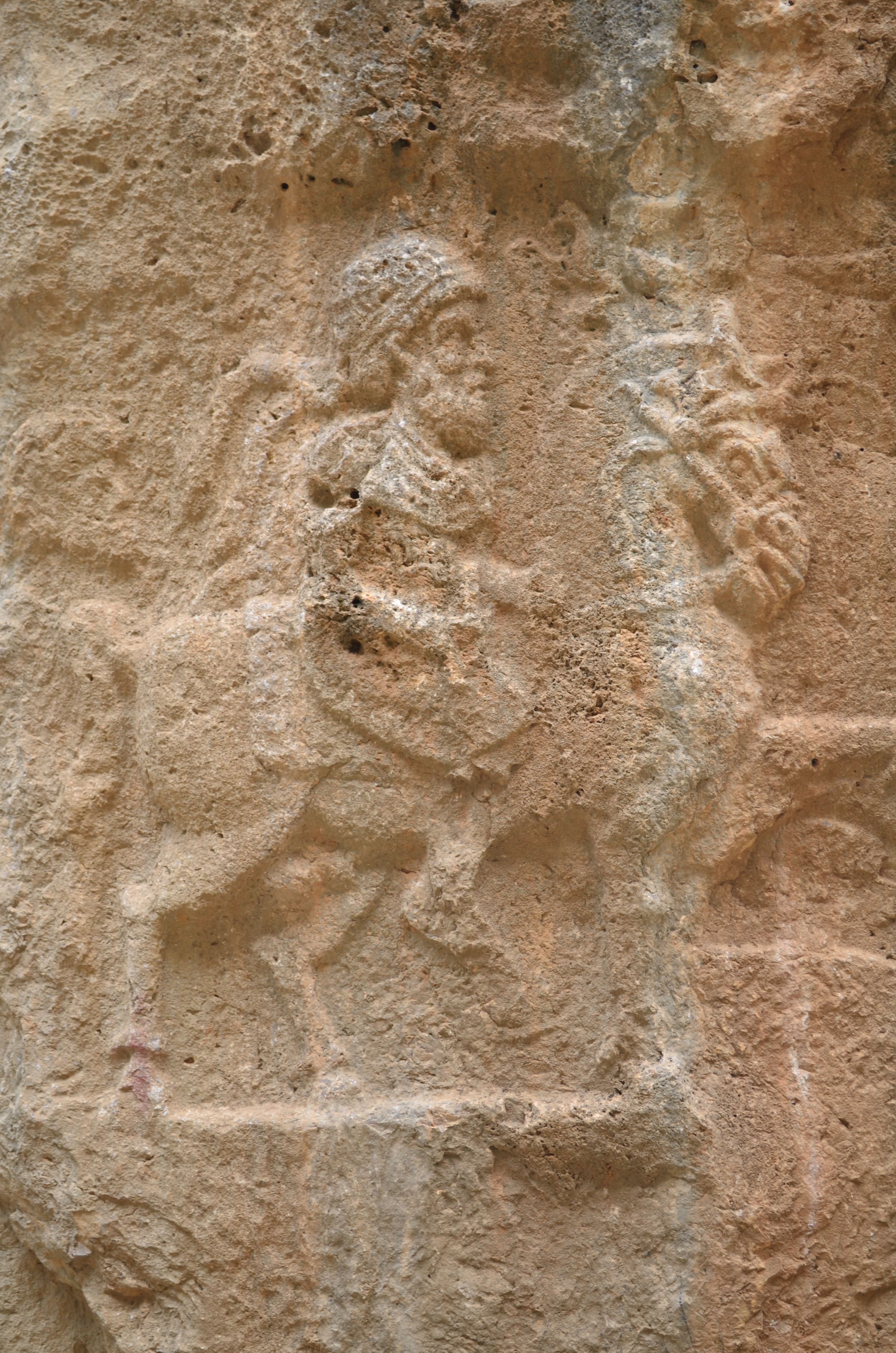
Изображение парфянского царя Митридата I на скальном рельефе, провинция Хузестан, Иран

Парфяне были воинственным народом, ловкими наездниками и отличными стрелками из лука. В 256 г. до н. э. образовали под предводительством Аршакидов самостоятельное государство, со временем превратившееся в крупную империю, включавшую территории между Евфратом и Индом, Каспийским и Аравийским морями. Парфянское царство просуществовало до 226 года н. э., когда его сменила новая персидская империя Сасанидов. 
После падения Аршакидов парфяне, тем не менее, сохранили свой привилегированный статус в государстве Сасанидов. Об этом свидетельствует частое упоминание имени парфян в наскальных надписях сасанидской эпохи.
Они сохранили за собой главенствующее положение в войске, а также во многих провинциях империи Сасанидов. Так три крупнейшихпарфянских рода Михрани’е, Карена' и Сурена' являлись опорой сасанидского престола. Даже спустя три века после падения Аршакидов, парфянское самосознание было живо. Примечательна история Бахрама Чубина, в VI веке сместившего сасанидского шаха Ормизда IV и провозгласившего воссоздание Парфии. В дальнейшем часть парфян, проживавших во внутренних областях Ирана, слилась с персидским населением, а парфяне, населявшие территорию современного Туркменистана и Центральной Азии, были поглощены тюрками, составив один из этнических компонентов туркмен. 